# Коби Мейну
Коби Мейну (на английски: Kobbie Mainoo) е английски футболист, играещ като халф за Манчестър Юнайтед.
Той е продукт на младежката школа на отбора като преминава в мъжкия състав през 2022 година. Прави дебюта си в мач за Купата на лигата през януари 2023 година. Мейну има и 12 мача за младежките национални отбори на Англия – тези за под 17,18 и 19–годишни, като освен това има право да представлява и Гана.
Мейну е роден в Стокпорт, графство Голям Манчестър и започва кариерата си в отбора на Чийдъл и Гатли преди да започне да тренира в Манчестър Юнайтед на 9 годишна възраст.
Мейну играе предимно като централен полузащитник, но също така успешно се справя и като дефанзивен и атакуващ халф.